# Стопани, Александр Митрофанович
Алекса́ндр Митрофа́нович Стопа́ни (21 октября 1871, Усолье, Иркутская губерния — 23 октября 1932, Москва) — революционер, советский партийный и государственный деятель.

## Биография
Родился в селе Усолье Иркутской губернии в семье военного врача. Окончил гимназию и поступил на юридический факультет Казанского университета, но был отчислен. Окончил Демидовский юридический лицей (1894—1896 год). Работал земским статистиком.

### В партии большевиков
В РСДРП с 1893 года, партбилет № 13. В 1895 году организовал первый марксистский кружок в Ярославле. Участвовал в Псковском совещании 1900 года по созданию газеты «Искра», был её агентом, работал в Северном рабочем союзе.
В 1902—1903 годах — член Организационного комитета по созыву II съезда РСДРП (1903), делегат съезда. В 1903—1904 годах участвовал в создании Северного и Бакинского комитетов РСДРП. Входил в стачком всеобщей бакинской забастовки в декабре 1904 года (от большевиков).
В 1905—1907 годах — секретарь Костромского комитета РСДРП. Делегат V съезда РСДРП в Лондоне (1907). С 1908 года работал в Баку в Союзе нефтепромышленных рабочих, секретарём редакции газеты «Гудок», был членом комитета РСДРП. Неоднократно подвергался арестам. В 1917 году — председатель продовольственного комитета в Баку. Стал одним из лидеров Российской социалистической рабочей партии интернационалистов, занимавшей промежуточную позицию между большевиками и меньшевиками.

### После Октябрьской революции
Во время Октябрьской революции работал в Смольном (Петроград). В 1918 году был комиссаром труда и промышленности в Терском народном совете, затем членом коллегии Наркомтруда в Москве.
В 1919 году работал в Высшей военной инспекции, был членом Пермского губисполкома, один из организаторов восстановления Мотовилихинского артиллерийского завода. В 1920 году — член Северо-Кавказского ревкома и уполномоченный Наркомтруда и ВЦСПС на Кавказе.
В 1921—1922 годах — член революционного военного совета Кавказской трудовой армии.

### Последние годы жизни
С 1922 года работал в Наркомтруде и был членом Верховного суда РСФСР; в 1924—1929 годах — прокурор РСФСР по трудовым делам.
С 1930 года — заместитель председателя Всесоюзного общества старых большевиков.
Автор работ по истории революционного движения, экономической статистике.

### Семья
Имел трёх сыновей и дочь от первой жены — Марии Михайловны Стопани:
- Дмитрий (1898—1918) — добровольцем ушёл на Гражданскую войну, погиб в боевых действиях против Донской армии в октябре 1918 года[2].
- Юрий (1900—1923)
- Вадим (1902—1921)
- Нина

В воспоминаниях Ольги Шатуновской указано, что Юрий и Вадим Стопани также погибли на фронтах гражданской войны.
- Одного родного сына (Игорь Александрович) от второй супруги Анны Ефимовны[3]. Первый начальник футбольной команды «Шинник» - Игорь Александрович Стопани (13.03.1917 - 13.02.2002), проработал в "Шиннике" (тогда "Химике") в 1957-1959 гг. Это был период становления нового коллектива, и Стопани внес серьезный вклад в развитие команды мастеров футбола .

Поэтесса Белла Ахмадулина приходилась Стопани внучатой племянницей.

## Память
Скончался 23 октября 1932 г., урна с прахом захоронена у Кремлевской стены . Именем А. М. Стопани названы улицы в Кисловодске, Костроме, Пятигорске, Усолье-Сибирском, Ярославле. В 1933—1994 годах переулок Огородная слобода в Москве носил название Стопани.

## Сочинения
- Нефтепромышленный рабочий и его бюджет. — Баку: Труд, 1916. — 118 с.
- Год работы прокурора по трудовым делам при Верховном суде. — М.: Вопросы труда, 1925. — 80 с.
- Трудовые конфликты. Практическое руководство / Под ред. А. М. Стопани. — 2-е изд. — М.: Вопросы труда, 1926. — 224 с.
- Пути к укреплению трудовой дисциплины. — 2-е изд. — М.: Гострудиздат, 1929. — 38 с.